# Halle Janemar
Halle Janemar (Vendel, 4 de mayo de 1920-Upsala, 14 de febrero de 2016) fue un deportista sueco que compitió en ciclismo en la modalidad de pista. Ganó una medalla de bronce en el Campeonato Mundial de Ciclismo en Pista de 1946, en la prueba de persecución individual.

## Medallero internacional
| Campeonato Mundial | Campeonato Mundial | Campeonato Mundial | Campeonato Mundial         |
| Año                | Lugar              | Medalla            | Competición                |
| ------------------ | ------------------ | ------------------ | -------------------------- |
| 1946               | Zúrich (Suiza)     | Medalla de bronce  | Persecución individual (A) |